# Boiry-Sainte-Rictrude
Boiry-Sainte-Rictrude è un comune francese di 402 abitanti situato nel dipartimento del Passo di Calais nella regione dell'Alta Francia.

## Storia

### Simboli
Nella prima partizione è raffigurata santa Rictrude che nel 643 fondò il monastero di Marchiennes e diede il nome alla chiesa locale. In alcune rappresentazioni dello stemma comunale viene raffigurato nella partizione sinistra un solo raggio di carbonchio isolato, mentre sui documenti redatti al momento della sua adozione nel 1986 è presente un carbonchio di otto raggi intero, con un rubino rosso al centro, come appare nello stemma dell'abbazia di Marchiennes, che deteneva il potere sulla zona, e che è stato poi ripreso come emblema civico dalla città di Marchiennes.
Viene spesso fatta confusione tra il singolo raggio ed il termine raggio di carbonchio (escarboucle) che designava in origine la pietra preziosa posta al centro di un cerchio di otto raggi che terminano spesso con un giglio.

## Società

### Evoluzione demografica
Abitanti censiti